# Epipocus opacus
Epipocus opacus är en skalbaggsart som beskrevs av Strohecker 1977. Epipocus opacus ingår i släktet Epipocus och familjen svampbaggar. Inga underarter finns listade i Catalogue of Life.